# Ayadi Hamrouni
Pour les articles homonymes, voir Hamrouni.
 (février 2013).
Ayadi Hamrouni (arabe : العيّادي الحمروني), né le 24 décembre 1971 à Oudhref, est un footballeur tunisien évoluant au poste d'attaquant. Il se reconvertit par la suite en entraîneur. Il est considéré comme l'un des meilleurs joueurs tunisiens au cours des années 1990.

## Biographie

### En club
Il signe sa première licence au Stade gabésien en 1985 avant de rejoindre les rangs de l'Espérance sportive de Tunis (EST), où il passe l'essentiel de carrière sportive. Il se distingue rapidement au sein de l'équipe et obtient son premier titre : la coupe de Tunisie en 1991. Il s'illustre notamment au cours du match retour du derby tunisois en marquant deux buts en trois minutes face au Club africain qui est alors détenteur de la coupe d'Afrique des clubs champions.
Il contribue à l'obtention par l'EST de la coupe d'Afrique des clubs champions 1994. Il se distingue, en particulier, en marquant deux buts en quarts de finale contre l'équipe nigériane d'Iwuanyanwu Nationale en match aller à Tunis. Devenu l'idole des supporters de son équipe, Hamrouni succombe à la facilité et à l'indiscipline, en plus des blessures dont il fait l'objet, ce que ne peut supporter le puissant président du club, Slim Chiboub : il le sanctionne en l'écartant de l'équipe.
Il tente sa chance avec une expérience au Al-Hilal Football Club et au Club olympique des transports, mais sans réussite. À son retour à l'EST, l'entraîneur Antoni Piechniczek lui donne sa chance lors de la fin du premier match de la saison 2000-2001. Son équipe n'arrive pas à marquer contre le Club sportif de Hammam Lif et c'est lui qui trouve la faille et marque le but de la victoire. Mais l'opinion du comité directeur ne change pas et il est cédé à l'Association sportive de Djerba puis à l'Espérance sportive de Zarzis.
Sa carrière est alors pratiquement terminée. Une émission télévisée le montre quelques années plus tard dans une situation sociale désastreuse. L'EST lui donne la chance d'entraîner une catégorie de jeunes ; il entraîne par la suite la Jeunesse sportive de La Soukra et l'Union sportive de Métouia, avant de retourner à son équipe d'origine, même s'il n'arrive pas à se faire un nom dans le domaine de l'entraînement.
En 2011 et grâce à sa carrière internationale, il est recruté comme animateur sportif.

### En sélection internationale
Il dispute son premier match international le 22 février 1992 et son dernier match le 20 juin 1999. Au total, il compte 34 sélections et neuf buts. Il participe notamment à la phase finale de la coupe d'Afrique des nations 1994.

## Palmarès
- Coupe d'Afrique des clubs champions : 1994
- Coupe de la CAF : 1997
- Supercoupe de la CAF : 1995
- Coupe d'Afrique des vainqueurs de coupe : 1998
- Coupe afro-asiatique des clubs : 1995
- Supercoupe arabe : 1996
- Championnat de Tunisie : 1991, 1993, 1994, 1998
- Coupe de Tunisie : 1991, 1997

## Statistiques
Ayadi Hamrouni dispute un total de 283 matchs et marque 83 buts :
- Matchs en sélection : 34
- Buts en sélection : 9
- Matchs de championnat : 176
- Buts en championnat : 50
- Matchs en coupe de Tunisie : 24
- Buts en coupe de Tunisie : 4
- Matchs en coupes africaines et afro-asiatique : 38
- Buts en coupes africaines et afro-asiatique : 13
- Matchs en coupes arabes : 11
- Buts en coupes arabes : 7

### Sources
- (ar) Cet article est partiellement ou en totalité issu de l’article de Wikipédia en arabe intitulé « العيادي الحمروني » (voir la liste des auteurs).